# Heideberg (Zittauer Gebirge)
Der Heideberg (549,4 m ü. NHN) ist ein Berg im östlichen Teil des Zittauer Gebirges. Sein bewaldeter Gipfel liegt auf der Gemarkung Eichgraben in der Stadt Zittau.

## Lage
Der Heideberg befindet sich nordöstlich von Lückendorf jenseits der Gemarkungsgrenze mit Eichgraben. Nach Westen hin fällt der Berg zum Quellgrund des Pfaffenbaches und östlich zum Tal des Goldbaches ab. Östlich erhebt sich der Mühlsteinberg (482 m), südöstlich der Straßberg (538 m), südlich der Sommerberg (496 m), südwestlich der Hochwald (749 m), westlich die Brandhöhe (593,3 m), der Scharfenstein (569 m) und die Luisenhöhe (567 m) sowie nordwestlich der Töpfer (582 m) und der Zigeunerberg (510 m). Am östlichen Fuß führt die Staatsstraße S 132 von Eichgraben nach Lückendorf (Gabler Straße) über den Stoßsattel zum Mühlsteinberg, südlich des Heideberges überquert sie am Forsthaus Lückendorf den Lückendorfer Pass.
Umgeben wird der Berg im Norden von Eichgraben, im Nordosten von Neuhartau und Görsdorf (Loučná), im Süden vom Forsthaus Lückendorf, im Südwesten von Lückendorf und im Westen von Oybin.

## Beschreibung
Der Heideberg ist ein wenig markanter, bewaldeter Berg. Auf seinem Gipfel, der keine Aussicht bietet, befindet sich der „Nummerstein“ – ein mächtiger Sandsteinfelsen. Aus seinen Hängen ragen zahlreiche weitere kleinere Felsen. Der Berg liegt an einer vom oberen Weißbachtal über den Karlsfried nach Westen verlaufenden tektonische Störung, die sich am Zigeunerberg scharf nach Südwesten wendet und sich danach unterhalb der Brandhöhe bis zur Fürstenhöhe fortsetzt. Am Nordhang des Heideberges befindet sich die Quelle „Schwarzes Börnel“, am nordöstlichen Fuß die König-Johann-Quelle.
Am Nordhang führt der Haberkornweg von der Alten Gabler Straße über die Napoleonschmiede und Binis Hüttl im Pfaffenbachtal zum Zigeunerberg. Vom Wanderparkplatz auf dem Stoß kommend verläuft der Neue Heidebergweg um den Gipfel nach dem Forsthaus Lückendorf. Westlich führt der Stadtweg durch das Pfaffenbachtal.

## Geschichte
Bereits seit dem Frühmittelalter führte ein Handelsweg von der Oberlausitz über den Lückendorfer Pass nach Böhmen. Dieser umfuhr den Heideberg anfänglich auf verschiedenen Routen, sowohl westlich durch das Pfaffenbachtal als auch östlich über den Stoß. Nachdem Karl IV. 1357 am Fuße des Straßberges die Zoll- und Geleitsburg Karlsfried anlegen ließ, ordnete er 1361 die Benutzung der Handelspassstraße über den Stoß unter Androhung von Strafen an und ließ die übrigen Hohlwege durch Gräben und Wälle unpassierbar machen.
Wegen des sehr steilen Anstiegs und der schlechten Beschaffenheit der abschnittweise mit Sandsteinquadern befestigten Gabler Straße entstanden im Laufe der Zeit immer wieder neue Hohlwege am Heideberghang. 1581 beschloss der Rat zu Zittau, neben dem alten Weg einen neuen Weg von Eichgraben hinauf über den Hang des Heideberges bis auf den Stoß anzulegen. Der noch immer zu steile Anstieg führte in der Mitte des 19. Jahrhunderts zu einer Neutrassierung der Gabler Straße östlich der alten Straße mit einer Serpentine am Mühlsteinberghang, die 1848 fertiggestellt wurde.
Seit der Mitte des 19. Jahrhunderts wurden an den westlichen Hängen des Heideberges mehrere Mühlsteinbrüche betrieben.
Im Zuge des vom Lückendorfer Verein für Kultur- und Tourismusförderung in der Euroregion Neiße e. V. ab 2003 angelegten „Heimatgeschichtliche Lehrpfad Lückendorf“ wurde der Mühlsteinbruch am Nordwesthang des Heideberges zugänglich gemacht und Infotafeln aufgestellt. Erhalten sind u. a. die Verladerampe, die Napoleonschmiede und mehrere liegen gebliebene Mühlsteinrohlinge.

## Napoleonschmiede
Die Napoleonschmiede ist ein höhlenartiges Felsgebilde oberhalb des Mühlsteinbruches am Nordwesthang. Der Überlieferung nach soll sie während der Napoleonischen Krieges bei der Errichtung der Schanzen am Lückendorfer Pass und Kalkberg als Schmiede gedient haben. Es wird angenommen, dass die Höhle als Bergschmiede für die Mühlsteinbrüche am Heideberg und Zigeunerberg genutzt wurde. An einer Felswand im Innern befand sich eine heute nicht mehr erhaltene Inschrift.

## Mühlsteintisch
Der Mühlsteintisch, auch Steinerner Tisch, ist ein Rastplatz am östlichen Fuß des Heideberges. Er befindet sich auf dem Stoß am oberen Ausgang der Haarnadelkurve an der Einmündung der Alten Gabler Straße und besteht aus einem auf einer Säule aufliegenden Mühlstein und einer halbrunden steinernen Sitzbank. Seitlich ist in den als Tischplatte dienenden Mühlstein die Jahreszahl 1848 eingehauen.
Der aus Sandstein gefertigte Sitzplatz wurde 1848 nach der Vollendung der am Nordhang des Mühlsteinberges angelegten neuen Serpentine der Gabler Straße, mit der der Steilanstieg vom  Brückborn auf den Sattel zwischen Heide- und Mühlsteinberg umfahren werden konnte.